# Hispano-Suiza 12Y
Hispano-Suiza 12Y byl pístový letecký motor vyráběný společností Hispano-Suiza před druhou světovou válkou. Byl vyvinut z předchozího typu Hispano-Suiza 12X, stal se jedním z nejdůležitějších francouzských motorů s výkonem kolem 1000 koňských sil. Poháněl známé francouzské stíhací letouny té doby — Morane Saulnier MS.406 a Dewoitine D.520. HS 12Y byl široce používán a licenčně vyráběn i v jiných zemích (např. v Československu, Švýcarsku) a v tehdejším Sovětském svazu (byl tam vyráběn jako M-100). Později z něj byly vyvinuty výkonnější typy M-103 a M-105. Z motoru HS 12Y byl dále vyvinut modernější a výrazně výkonnější typ Hispano-Suiza 12Z, který ale nebyl zaveden do sériové výroby před pádem Francie.

## Hlavní technické údaje motoru HS 12Ydrs
- Typ — pístový letecký motor. Vidlicový čtyřdobý zážehový kapalinou chlazený dvanáctiválec (rozevření řad válců je 60°), přeplňovaný jednostupňovým jednorychlostním odstředivým kompresorem, s pohonem odvozeným od klikového hřídele. Rozvod OHC, se dvěma ventily na válec (jeden sací a jeden výfukový). Zapalování zdvojené, mazání oběžné tlakové se suchou klikovou skříní, přípravu palivové směsi zajišťuje šest karburátorů. Motor pohání pravotočivou vrtuli
- Vrtání válce: 150 mm
- Zdvih pístu: 170 mm
- Objem válců: 36,05 litru
- Převod reduktoru: 1,50
- Kompresní poměr: 5,80
- Délka motoru: 1722 mm
- Hmotnost suchého motoru: 445 kg
- Max. výkon v nominální výšce (4000 m): 860 k (632,5 kW) při 2400 ot/min.